# Danièle Mussard
Danièle Mussard, née à Lausanne le 3 mai 1952, est une artiste et enseignante suisse.  Elle pratique l'art textile, l'art intégré à l'architecture, reliefs et objets. 

## Parcours professionnel
Après avoir suivi ses études en Suisse et à Barcelone, elle obtient un CFC de tisserande et devient enseignante. Elle crée ensuite une école de tissage et arts textiles appelée Filambule, puis ouvre une galerie à Lausanne en 1980.
Danièle Mussard tisse des linceuls.
Elle est l'initiatrice de « Romantiss » en 1996, un groupe romand de tisserandes. Elle a installé son atelier à Lausanne, au rez-de-chaussée du 18 rue des terreaux bis, au même endroit où son ami Michel Froidevaux dirige la fondation F.I.N.A.L.E.. 

## Expositions

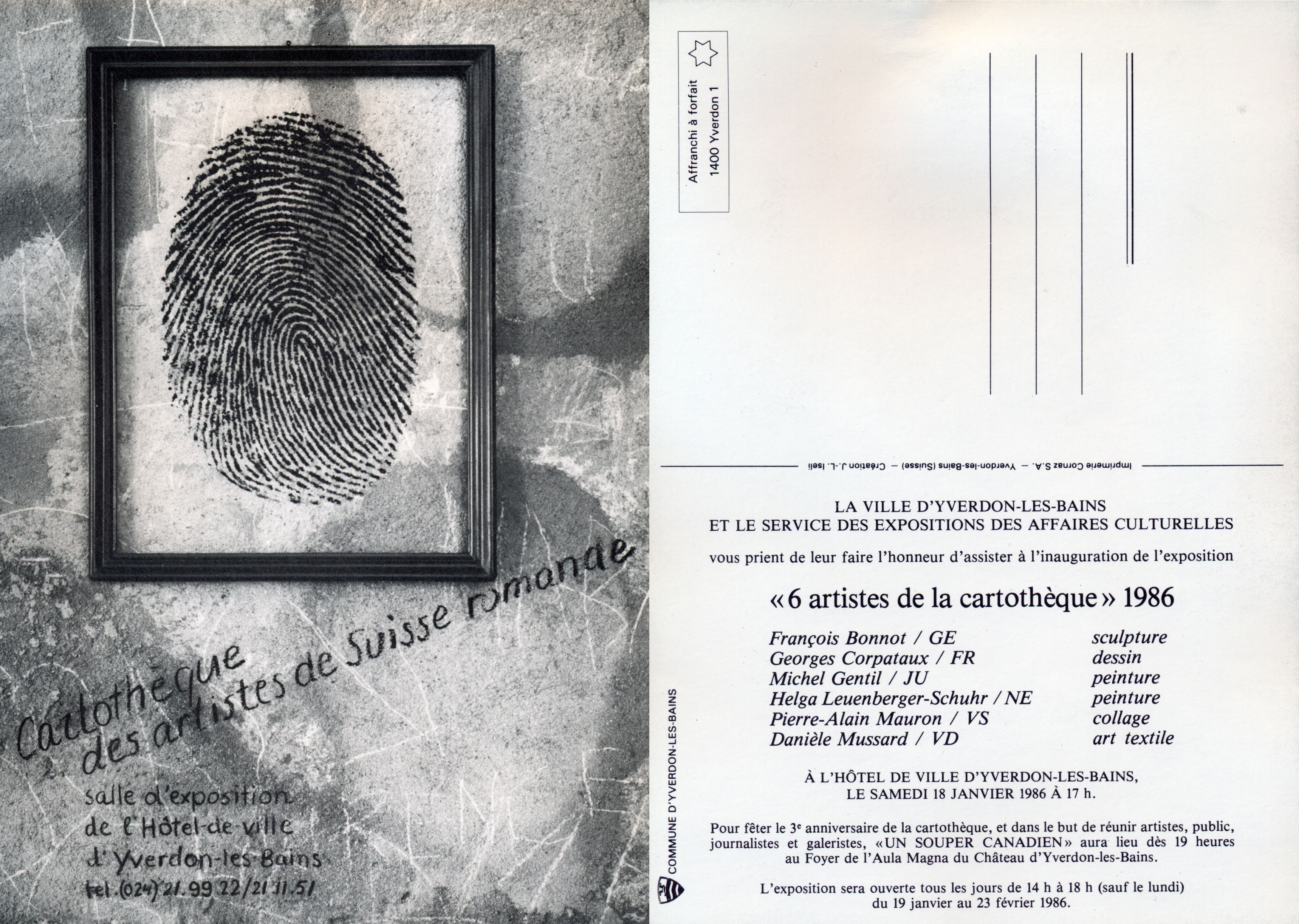
Flyer de l'exposition "Cartothèque des artistes de Suisse romande". 1986, Yverdon-les-Bains.

- Flyer de l'exposition "Cartothèque des artistes de Suisse romande". 1986, Yverdon-les-Bains.1986 : Cartothèque des artistes de Suisse romande, Salle d'exposition de l'Hôtel de ville d'Yverdon-les-Bains
- 1989 : Au fil du temps, 1981 - 1989 : Christine Aymon, Marketa Bartos, Eliane Baudin... : Galerie Filambule, Lausanne, 22 juin - 9 septembre 1989[7]
- 1994-1995 : Le sexe des anges, Galeries HumuS & Filambule, Lausanne[8]
- 2017 : Biennale des arts textiles contemporains à Avenches. « Éloge du fil »[9].
- 2024 : "Grains de folie. Cinéma d'animation de sable" au Musée Alexis Forel (Morges). Une tapisserie de Danièle Mussard, réalisée à partir d'un dessin de sable de Gisèle Ansorge, est exposée[10].